# Vinagreta

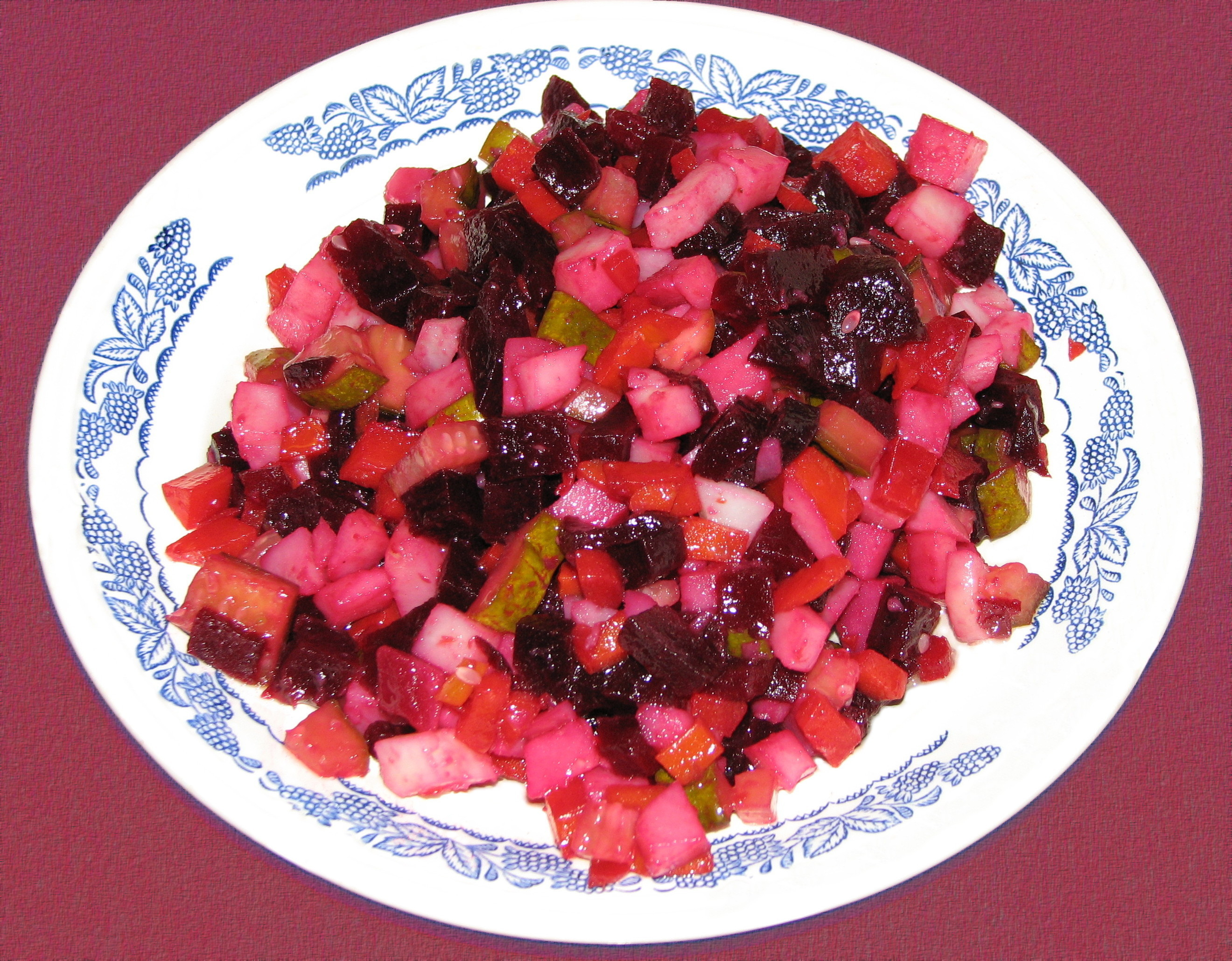
Ensalada de vinagreta, propiamente tal, donde la clave es justamente la emulsión. Se trata de una preparación de origen occidental.

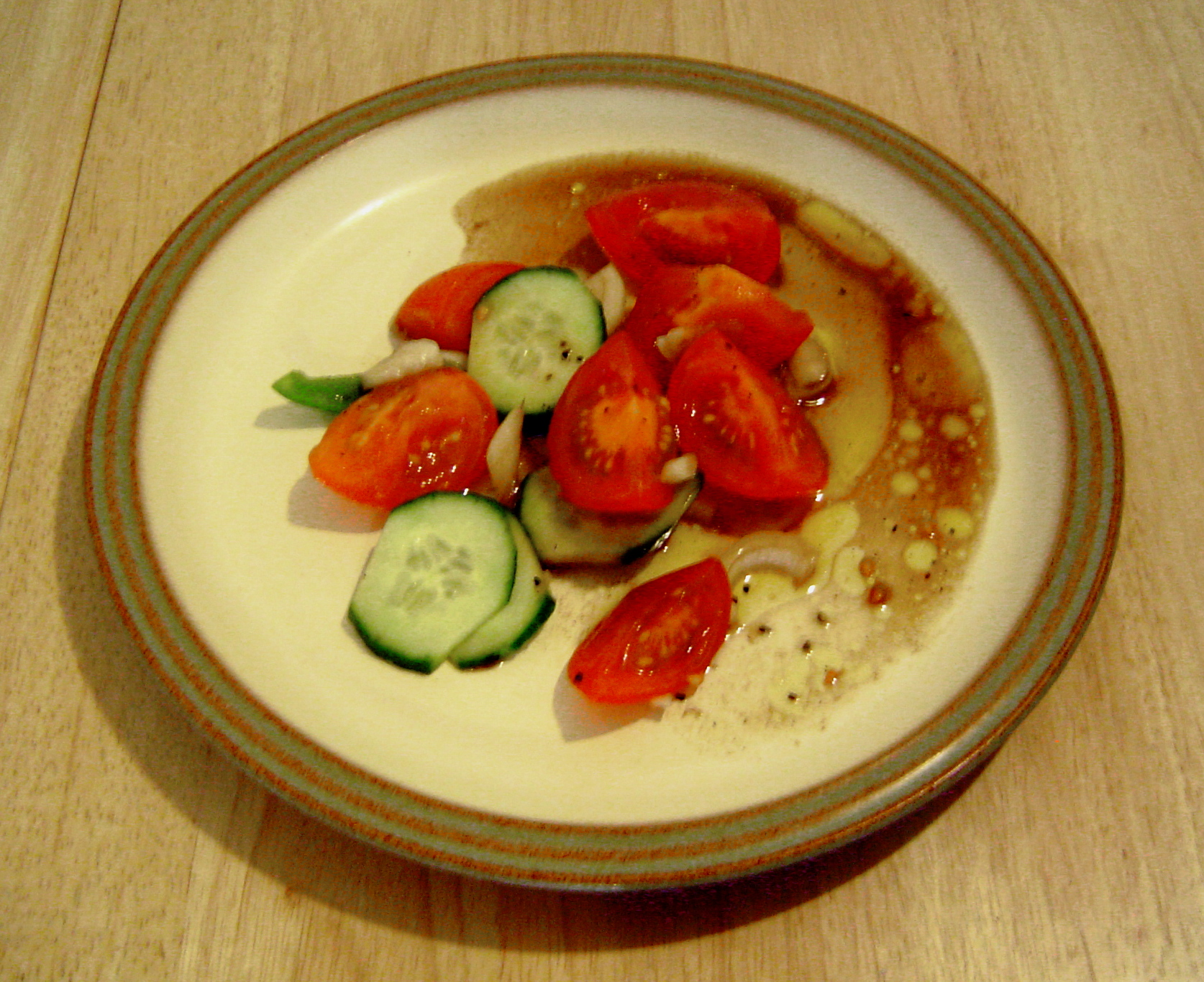
Ingredientes de una vinagreta.

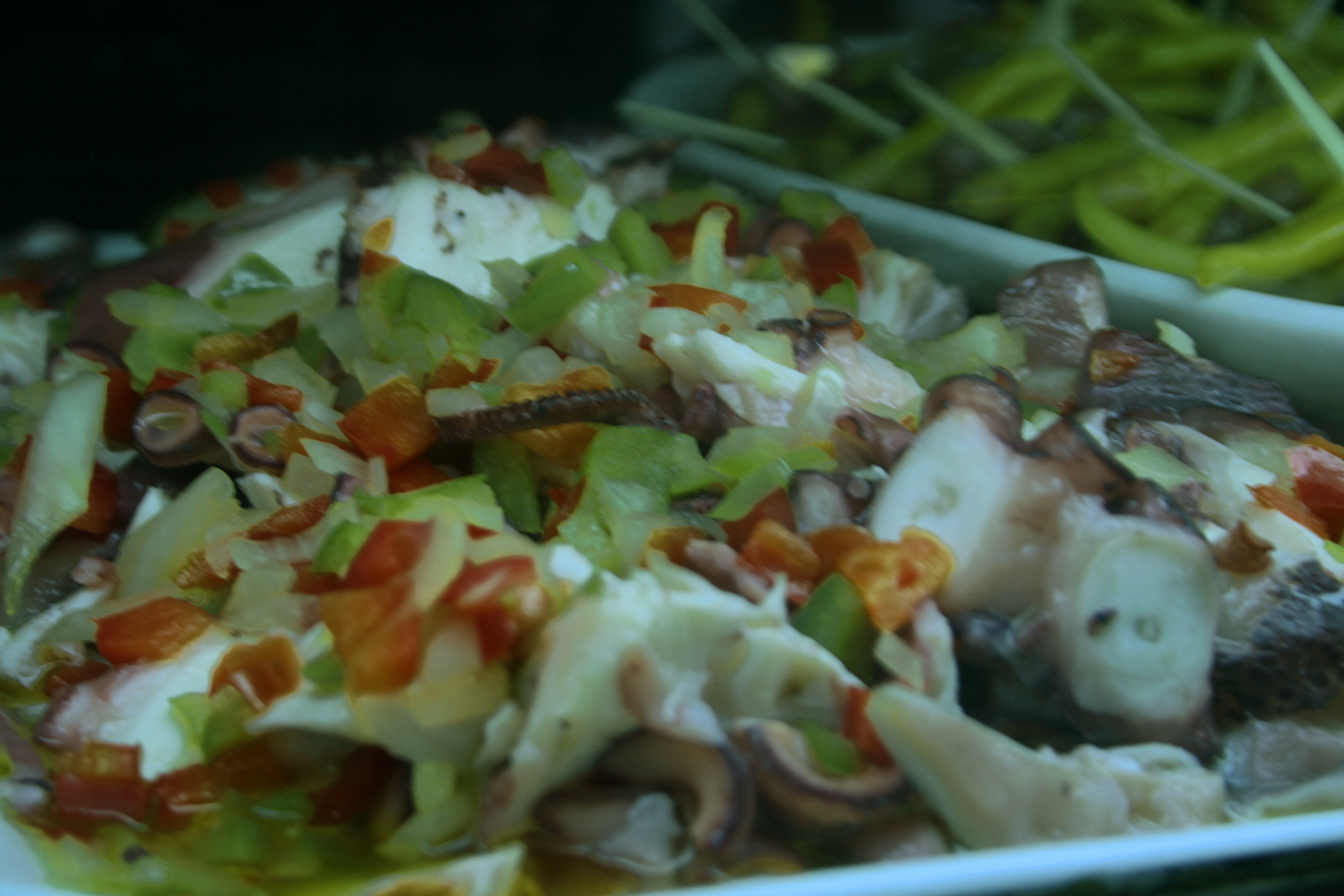
A veces se denomina vinagreta a una preparación en forma de ensalada (pulpo a la vinagreta).

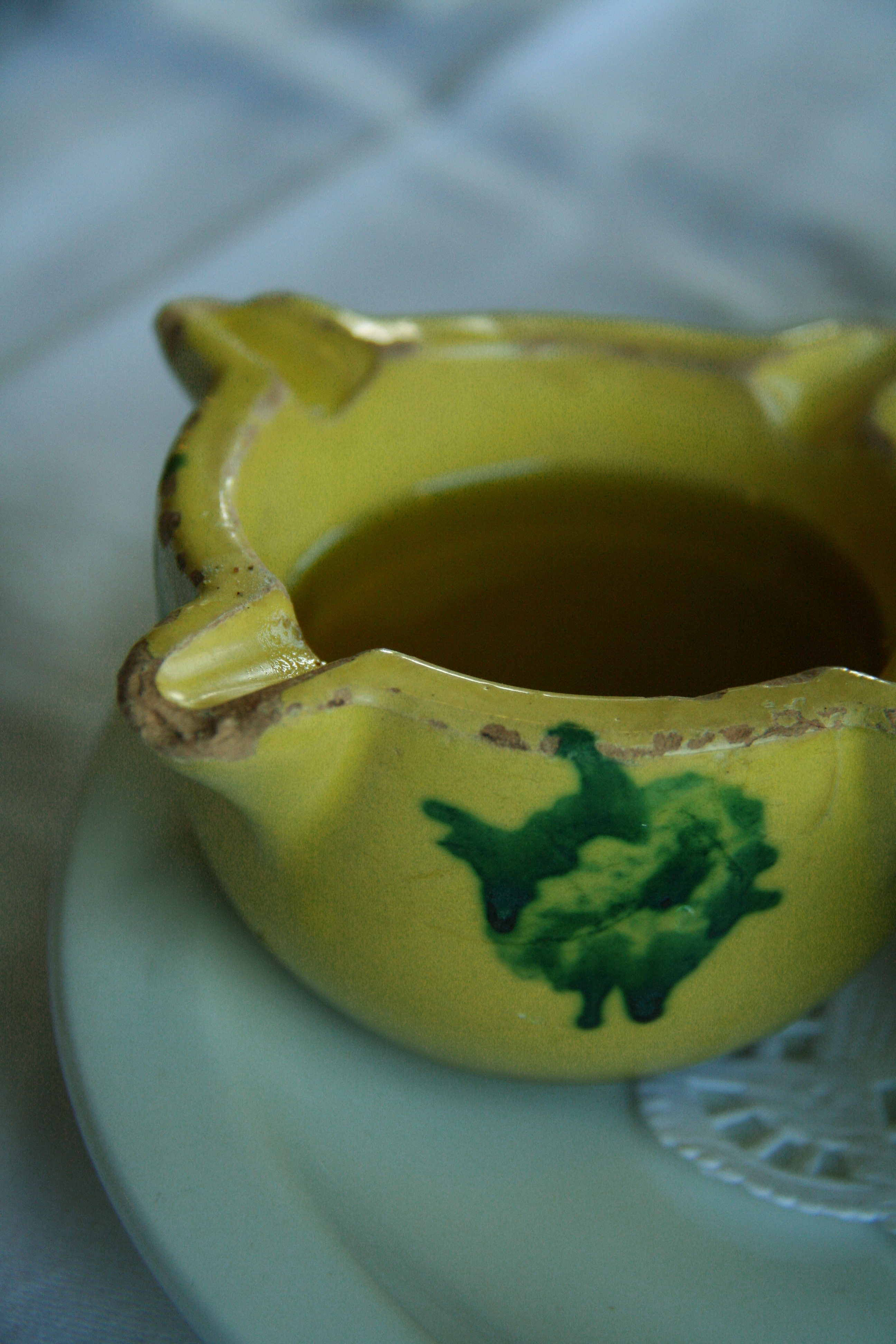
vinagreta con ajo, típica preparación de la cocina catalana.

Vinagreta (del francés vinaigrette, diminutivo vinaigre, "vinagre") se trata de una salsa emulsionada de origen europeo, que contiene como ingrediente principal cualquier líquido ácido como el vinagre (aunque a veces se tiene en cuenta el zumo de limón en su lugar) y se acompaña mediante una mezcla de un medio graso como puede ser un aceite o una nata agria, mayonesa o yogur natural. Se emplea generalmente como acompañamiento de diferentes platos: de carnes, pescados, mariscos, verduras, etc. Como aliño, la vinagreta permite una preparar una enorme cantidad de ensaladas de todo tipo. 

## Características
Se puede acompañar de  verduras cortadas finamente en brunoise muy delicadamente: puede ser un pimiento, o una cebolla. Se puede emplear un elemento en salazón como puede ser unas anchoas, o un atún. Puede llevar unos encurtidos como puede ser unas alcaparras, o unos pepinillos. A pesar de ello no se descarta la inclusión de un huevo duro finamente picado, así como de hierbas aromáticas como cebollinos, perejil, chalotas, ajos, rúcola, orégano, alcaparras, etc. A veces se incluyen especias como la pimienta para proporcionar sabor picante, los más imaginativos incluyen frutas ácidas como la manzana, una naranja o incluso una lima y no es extraño que en algunas ocasiones se añaden algunas porciones de pasta de mostaza. En ocasiones se emplea como medio ácido agraz. 
Hay que mencionar que algunas vinagretas de la alta cocina se elaboran con vinagre balsámico de Módena, queso azul desmenuzado, mostaza de Dijon, hierbas aromáticas (vinagreta francesa) y otros ingredientes de alta calidad, no obstante cabe resaltar que la fórmula general de la vinagreta es muy sencilla: medio ácido + medio graso (ambos líquidos) en una proporción aproximada de cuatro partes de aceite y una de vinagre, aunque existen recetas que hablan de dos a uno e incluso de uno a uno.
Unas de las características es la capacidad de agitar todo bien en un recipiente hasta el punto de lograr una emulsión homogénea, a veces se menciona una batidora (trituradora) capaz de hacer esta función de homogeneización. La forma de triturar hace que su sabor sea diferente dependiendo el caso, es posible emplear un mortero, incluso un simple recipiente cerrado sobre el que se agita fuertemente el contenido para hacer la emulsión de la salsa, o también simplemente con una cucharita o un tenedor y una taza.

## Empleos

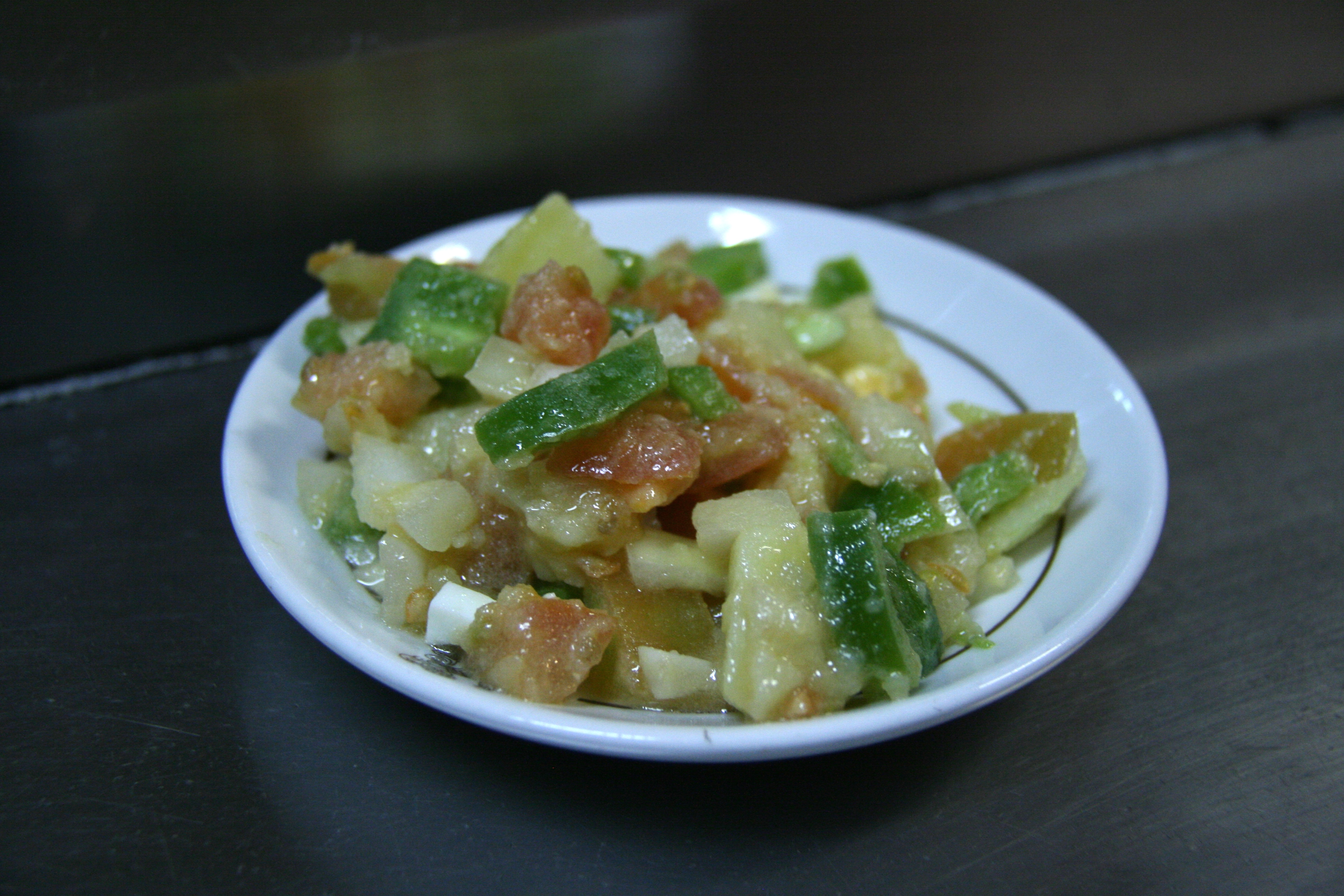
"Patatas a la vinagreta", ejemplo de uso como ingrediente.

Con esa base (vinagre y aceite), admite numerosas variantes dejando gran libertad en el aliño al cocinero. Con respecto a la conservación de la misma (siempre que no se le haya añadido algún lácteo o huevo) puede durar algunas semanas en el refrigerador siempre que se haya tapado convenientemente. Se suele emplear como acompañamiento en algunos de los platos con vegetales, así como aliño de ensalada o carnes a la brasa. La palabra vinagreta proviene del diminutivo del término expresado en francés para el vinagre como medio ácido disolvente (o facilitador) de los diferentes sabores y aromas de los ingredientes que incluye. En algunas ocasiones participa de forma indirecta en salsas como la ravigote.
En la cocina rusa la salsa vinagreta (ruso: винегрет) es una ensalada de verduras cocidas acompañadas de sauerkraut , remolacha, patatas todo ello convenientemente mezclado con aceite vegetal, vinagre y sal. Se trata de una ensalada muy habitual de los días de fiesta. Algunas de las salsas denominadas salsas verdes (en francés Sauce verte) suelen ser vinagretas encubiertas que se emplean como aliños de platos de carne o de pescado. Las vinagretas suelen acompañar pescados cocidos (un caso conocido es la merluza cocida) así como mariscos (uno de los más típicos de la cocina gallega son los mejillones a la vinagreta), diversas ensaladas (generalmente aquellas que tienen algún ingrediente dulce para hacer contraste de sabores, tal y como manzanas, peras, etc.) 

### Platos en los que interviene

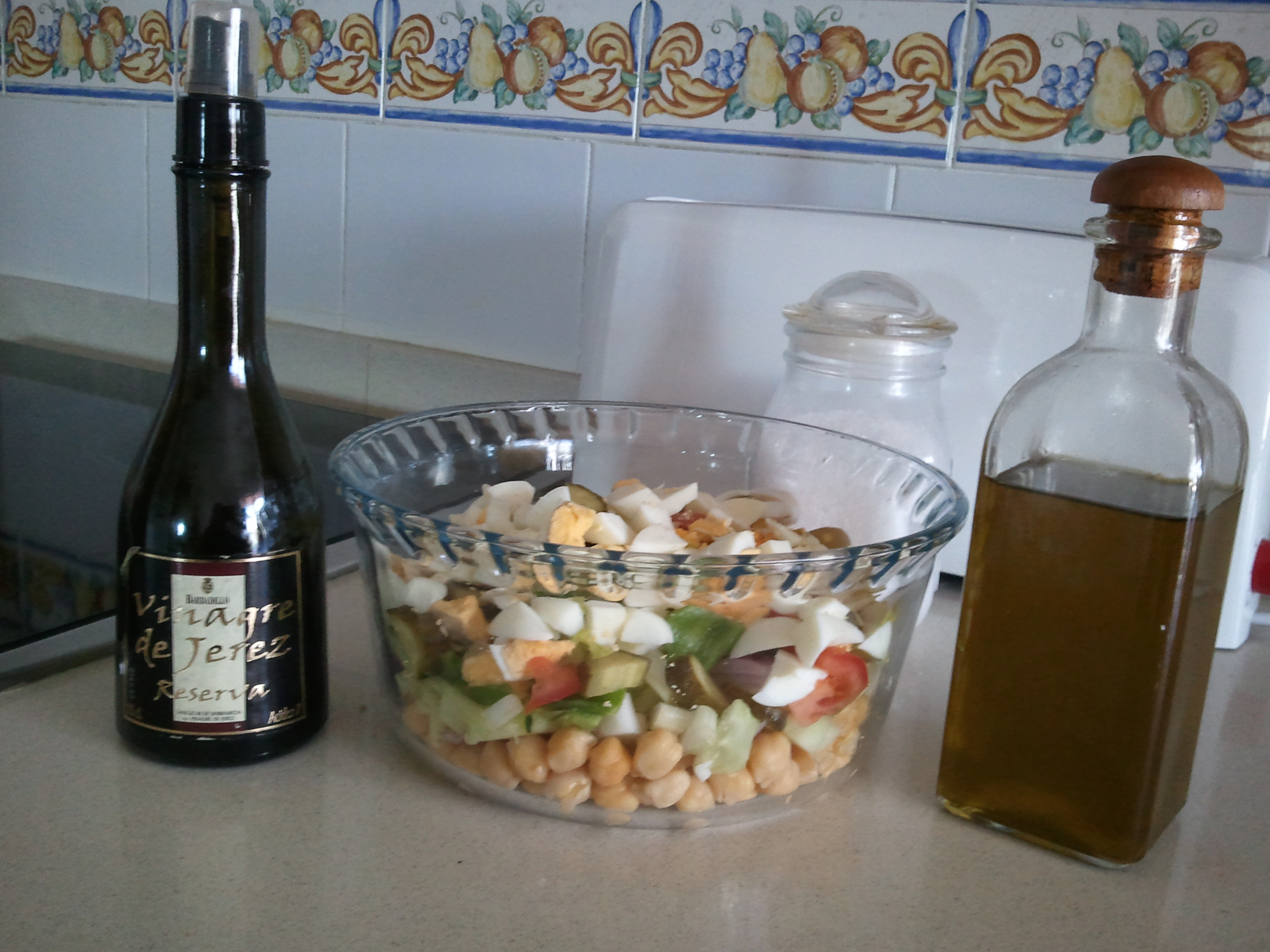
Garbanzos a la vinagreta

Generalmente los platos en los que interviene poseen el apelativo a la vinagreta.
- Berenjenas a la vinagreta
- Calabazas a la vinagreta
- Cogollos a la vinagreta
- Espárragos a la vinagreta
- Lengua a la vinagreta
- Lentejas a la vinagreta
- Langostinos a la vinagreta
- Patatas a la vinagreta
- Perdices a la vinagreta
- Riñones a la vinagreta
- Mejillones a la vinagreta
- Vinagreta de piñones
- pulpo a la vinagreta